# À chacun son histoire
Albums de Natasha St-Pier
Émergence
(1996) De l'amour le mieux
(2002)
À chacun son histoire est le deuxième album studio de la chanteuse canadienne Natasha St-Pier, sorti en 2000 au Canada puis en avril 2001 en France et en Belgique. L'édition française se démarque de l'édition canadienne par l'ajout d'une chanson, "Je n'ai que mon âme", avec laquelle Natasha a représenté la France au Concours Eurovision de la chanson 2001.

## Pistes (auteurs / compositeurs)
| 1.  | Je n'ai que mon âme[Single]                    | J. Kapler / J. Kapler                             | 2:51 |
| 2.  | À chacun son histoire (Ancora gli occhi tuoi,) | Giuseppe Andreetto / Piero Cassano                | 4:47 |
| 3.  | Laisse-moi tout rêver (Quanto male c'è)        | Paolo Marino / Piero Cassano, Charly Cartisano    | 4:47 |
| 4.  | Près d'une autre                               | David Manet / Piero Cassano                       | 5:29 |
| 5.  | Tu m'envoles[Single] (Ti amerò)                | Claudia Ferrandi / Piero Cassano                  | 4:18 |
| 6.  | Toi et moi                                     | Jean-Marie Moreau / Piero Cassano, Fabio Perversi | 4:43 |
| 7.  | Dans mes nuits                                 | Luc Plamondon / Piero Cassano                     | 4:16 |
| 8.  | Le vent (Il vento non c'è)                     | Paolo Marino / Piero Cassano, Charly Cartisano    | 4:22 |
| 9.  | Tu n'es plus dans ma tête                      | Natasha St-Pier / Piero Cassano                   | 3:49 |
| 10. | Je t'aime encore                               | Daniel Lavoie / Piero Cassano                     | 3:51 |
| 11. | Et la fille danse                              | Ève Déziel / Piero Cassano                        | 3:57 |
| 12. | Si jamais...                                   | Manuel Tadros / Piero Cassano, Fabio Perversi     | 4:50 |

| 1.  | À chacun son histoire[Single] (Ancora gli occhi tuoi,) | Giuseppe Andreetto / Piero Cassano                | 4:47 |
| 2.  | Et la fille danse                                      | Ève Déziel / Piero Cassano                        | 3:57 |
| 3.  | Près d'une autre                                       | David Manet / Piero Cassano                       | 5:29 |
| 4.  | Tu m'envoles[Single] (Ti amerò)                        | Claudia Ferrandi / Piero Cassano                  | 4:18 |
| 5.  | Toi et moi                                             | Jean-Marie Moreau / Piero Cassano, Fabio Perversi | 4:43 |
| 6.  | Dans mes nuits                                         | Luc Plamondon / Piero Cassano                     | 4:16 |
| 7.  | Le Vent (Il vento non c'è)                             | Paolo Marino / Piero Cassano, Charly Cartisano    | 4:22 |
| 8.  | Tu n'es plus dans ma tête                              | Natasha St-Pier / Piero Cassano                   | 3:49 |
| 9.  | Je t'aime encore                                       | Daniel Lavoie / Piero Cassano                     | 3:51 |
| 10. | Laisse-moi tout rêver (Quanto male c'è)                | Paolo Marino / Piero Cassano, Charly Cartisano    | 4:47 |
| 11. | Si jamais                                              | Manuel Tadros / Piero Cassano, Fabio Perversi     | 4:50 |

Single.  Titres sortis en single

## Crédits[7]

### Musiciens
- Christophe Battaglia - arrangements (piste #1)
- Piero Cassano - arrangements (pistes #2 à #12)
- Cesare Chiodo - basse (pistes #2 à #12)
- Giorgio Cocilovo - guitares (pistes #2 à #8, #10 à #12), solo guitare (piste #2)
- Paula Deluga - voix additionnelles (piste #7)
- Lola Feghaly - choriste (pistes #2 à #11)
- Moreno Ferrara - choriste (pistes #2 à #11)
- Lala Francia - choriste (pistes #2 à #11)
- Fabio Gurian - solo saxophone (pistes #3, #5, #7)
- J. Kapler - arrangements (piste #1)
- Maurizio Macchioni - guitare (pistes #2, #6, #9, #10), solo guitare (pistes #6, #9)
- Lele Melotti - batterie (pistes #2 à #9, #11)
- Franco Pelizzari - percussions (pistes #2, #5 à #7, #10 à #12)
- Fabio Perversi - programmation Macintosh (pistes #2 à #12), claviers (pistes #2 à #12), synthétiseur (pistes #2 à #12), piano (pistes #2, #11), arrangements (pistes #2 à #12), écriture de la session des cordes (pistes #5, #8), direction de la session des cordes (pistes #5, #8), solo violon (piste #8), programmation batterie (pistes #10, #12), solo piano (piste #11)
- Silvio Pozzoli - choriste (pistes #2 à #11)
- Roland Romanelli - bandonéon (piste #11)
- Stefano Serafini - trompette (piste #7)
- Federico Tassani - trombone (piste #7)

### Staff d'enregistrement et de production
- Thierry Blanchard - enregistrement (piste #1), mixage (piste #1)
- Michel Boulanger - coordination
- Piero Cassano - réalisation
- Guy Cloutier - management, direction artistique
- Michel Geiss - mastering (pistes #2 à #12)
- Maurizio Macchioni - enregistrement (pistes #3 à #12), assistant réalisation
- Luc Martel - coordination
- Adelmo Minardi - direction artistique
- Bruno Mylonas - mixage (pistes #2 à #12)
- Fabio Perversi - assistant réalisation

### Conception artistique
- Komakino - artwork
- Adelmo Minardi - création artistique
- Enzo Minardi - photographie

### Lieux
Les principaux lieux de conception de l'album sont les suivants:
- Le Studio Haut de Gamme sur la commune de Boulogne-Billancourt (Hauts-de-Seine) où est enregistrée la chanson #1 de l'album sous la direction de Thierry Blanchard.
- Le Sound Workshop à Monza (MI[9]) où est enregistrée la chanson #2.
- Le Logic Recording Studio à Milan (MI) où est transférée la chanson #2.
- Le Studio du Palais à Paris où sont mixés les morceaux #2 à #12 sous la direction de Bruno Mylonas.
- Le Hyde Park Studio à Vimodrone (MI) où sont enregistrées les chansons #3 à #12 sous la direction de Maurizio Macchioni.
- Les Studio Dyam à Paris où sont masterisés la totalité des morceaux de l'album sous la direction de Michel Geiss.

## Classements et certifications
| Pays          | Classement | Temps au hit-parade | Certification | Ventes certifiées | Ventes réelles |
| ------------- | ---------- | ------------------- | ------------- | ----------------- | -------------- |
| Belgique (Fr) | 23e        | 26 semaines         |               |                   |                |
| France        | 37e        | 34 semaines         | Or            | 100 000           | 84 600         |

## Rééditions
- L'album sera réédité en France[13], le 23 novembre 2003, couplé avec L'instant d'après. L'album se classera 102e du classement général pendant une semaine et restera présente dans le top durant 6 semaines[13].
- L'album sera également réédité en France[14], le 17 octobre 2004, couplé avec De l'amour le mieux. L'album se classera 151e du classement général pendant une semaine[14].